# 新北市區公車920路線
新北市區920路線由台北客運營運，起點為林口區，終點為板橋區捷運府中站。
新北市區920副線路線由台北客運營運，起點為林口轉運站，終點為板橋區捷運府中站。

## 歷史
- 2008年12月16日正式營運。
- 2009年9月7日起延駛至捷運府中站。
- 2017年2月16日起增設「文三吉祥路口」(往程)站位[1]
- 2021年10月15日起配合林口轉運站啟用，新闢920副線[2]
- 2021年10月15日起920試辦部分班次於尖峰時段不行經龜山地區與林口長庚醫院站位[3]
- 2025年5月13日獲配4輛原939路線HINO單門高巴(KKB-2036~KKB-2039)
- 2025年7月1日起增設「林口」(往西)站位[4]
- 2025年7月18日起「新生街口」(往西)站位遷移[5]

## 歷史車輛照片集

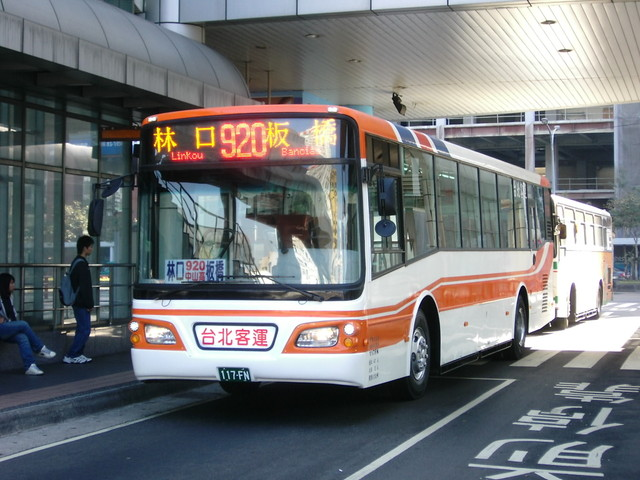
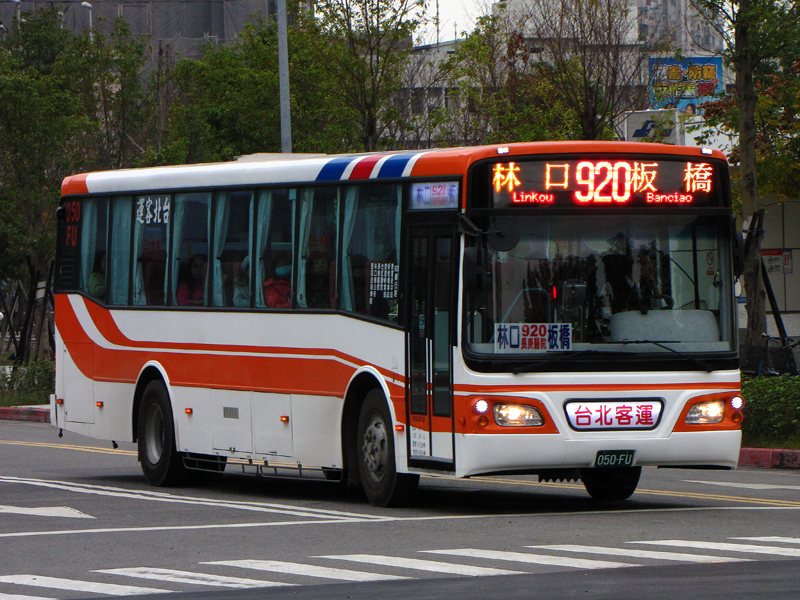

## 外部連結
- 台北客運 （页面存档备份，存于）
- 大臺北公車920
- 暢行台北公車客運資訊站的Facebook專頁